# Puig Ventós (Vilanova de Prades)
El Puig Ventós és una muntanya de 833 metres que es troba al municipi de Vilanova de Prades, a la comarca de la Conca de Barberà.